# Nga Hải
Nga Hải là một xã thuộc huyện Nga Sơn, tỉnh Thanh Hóa, Việt Nam.

## Thông tin địa lý
Xã Nga Hải có diện tích: 4,33 km². Theo Tổng điều tra dân số năm 1999, xã Nga Hải có dân số 6.037 người.
Xã Nga Hải nằm ở trung tâm huyện Nga Sơn. Địa giới hành chính như sau: 
- Phía đông giáp các xã Nga Thành và Nga Liên;
- Phía nam giáp các xã Nga Liên và Nga Yên;
- Phía tây giáp xã Nga Yên;
- Phía bắc giáp các xã Nga Giáp và Nga Thành.

## Hành chính
Năm 1977, huyện Nga Sơn sáp nhập với huyện Hà Trung thành huyện Trung Sơn, xã Nga Hải thuộc huyện Trung Sơn. Năm 1982 huyện Trung Sơn chia tách thành hai huyện như cũ, xã Nga Hải lại thuộc huyện Nga Sơn.
Xã Nga Hải ngày nay gồm các làng (thôn):
| STT | Tên thôn/xóm/ấp/khu phố | Mã bưu chính |
| --- | ----------------------- | ------------ |
| 1   | Thôn Đông Hải           | 443771       |
| 2   | Thôn Hải Nam            | 443772       |
| 3   | Thôn Hải Bình           | 443773       |
| 4   | Thôn Hải Lộc            | 443774       |
| 5   | Thôn Trung Tiến         | 443775       |
| 6   | Thôn Bắc Sơn            | 443776       |
| 7   | Thôn Tây Sơn            | 443777       |
| 8   | Thôn Cần Thanh          | 443778       |
| 9   | Thôn Hải Tiến           | 443779       |